# Smedsbotjärnen
Smedsbotjärnen är en sjö i Hudiksvalls kommun i Hälsingland och ingår i Delångersåns huvudavrinningsområde. Sjön är 4,1 meter djup, har en yta på 0,025 kvadratkilometer och befinner sig 79 meter över havet.